# Idioma pisidio
El pisidio es una lengua muerta de la familia indoeuropea. Era hablada en la región de Pisidia, en Anatolia, en la Antigüedad. El pisidio pertenece a la rama de las lenguas anatolias y es conocido por una treintena de inscripciones funerarias (nombres propios) de los siglos III y  II a. C.. Estaría cercanamente al sidético y en menor medida al licio.